# Asociación de Guías Scouts de Bolivia
L'Asociación de Guías Scouts de Bolivia (AGSB, in italiano Associazione Guide Scout della Bolivia) è l'organizzazione nazionale del Guidismo nella Bolivia. Questa conta 350 membri (nel 2003). Il Guidismo fu introdotto in Bolivia nel 1915. Fondata nel 1958 l'organizzazione diventa membro associato del World Association of Girl Guides and Girl Scouts (WAGGGS) nel 1966 e membro effettivo nel 1978.